# Ulm Challenger
Lo Ulm Challenger, anche noto come Müller Cup è stato un torneo professionistico di tennis giocato su campi in terra rossa. Faceva parte dell'ATP Challenger Series. Si è giocato annualmente in Germania, dal 1982 al 1992 a Nuova Ulma e dal 1993 al 2002 a Ulma.
Nel singolare il record appartiene a Tomáš Šmíd e Younes El Aynaoui con due trofei a testa. Nel doppio invece primeggia sugli altri il ceco Jaroslav Navrátil con tre titoli.

## Albo d'oro

### Singolare
| Anno | Campione               | Finalista           | Punteggio        |
| ---- | ---------------------- | ------------------- | ---------------- |
| 1982 | Karl Meiler            | Scott Lipton        | 2–6, 7–6, 6–1    |
| 1983 | Tomáš Šmíd (1)         | Trevor Allan        | 7–5, 6–4         |
| 1984 | Kent Carlsson          | Raúl Viver          | 6–3, 6–1         |
| 1985 | Milan Šrejber          | Kent Carlsson       | 0–6, 6–4, 6–2    |
| 1986 | Simone Colombo         | Gilad Bloom         | 6–7, 6–4, 6–1    |
| 1987 | Tomáš Šmíd (2)         | Thierry Champion    | 6–3, 6–4         |
| 1988 | Raúl Viver             | Stefan Eriksson     | 7–5, 6–2         |
| 1989 | Ricki Osterthun        | Simone Colombo      | 5–1 ritiro       |
| 1990 | Dmitrij Poljakov       | Bart Wuyts          | 3–6, 7–5, 6–3    |
| 1991 | Rodolphe Gilbert       | Tomas Nydahl        | 6–2, 6–4         |
| 1992 | Marcos Ondruska        | Marc-Kevin Goellner | 7–6, 6–1         |
| 1993 | David Prinosil         | Olivier Delaître    | 6–3, 6–3         |
| 1994 | Oscar Martinez Dieguez | Václav Roubíček     | 6–1, 6–1         |
| 1995 | Carl-Uwe Steeb         | Karim Alami         | 4–6, 7–6, 6–0    |
| 1996 | Kris Goossens          | Karim Alami         | 6–4, 6–0         |
| 1997 | Dinu Pescariu          | Stefan Koubek       | 7–5, 6–1         |
| 1998 | Younes El Aynaoui (1)  | Dinu Pescariu       | 6–4, 6–3         |
| 1999 | Younes El Aynaoui (2)  | Andrew Ilie         | 7–6, 6–3         |
| 2000 | Germán Puentes         | David Sánchez       | 6–3, 6–3         |
| 2001 | Nikolaj Davydenko      | Irakli Labadze      | 4–6, 7–6(2), 7–5 |
| 2002 | Oliver Gross           | Martin Verkerk      | 7–6(5), 4–6, 6–3 |

### Doppio
| Anno | Campioni                              | Finalisti                          | Punteggio        |
| ---- | ------------------------------------- | ---------------------------------- | ---------------- |
| 1982 | Karl Meiler Jaroslav Navrátil (1)     | Dusan Kulhaj John Van Nostrand     | 6–3, 6–3         |
| 1983 | Heinz Günthardt Balázs Taróczy        | Andrew Jarrett Jonathan Smith      | 6–2, 6–4         |
| 1984 | Stefan Hermann Brian Levine           | Eduardo Oncins Fernando Roese      | 6–4, 7–5         |
| 1985 | David Mustard Jonathan Smith          | Tore Meinecke Ricki Osterthun      | 6–3, 4–6, 6–4    |
| 1986 | Mansour Bahrami Jaroslav Navrátil (2) | Menno Oosting Huub van Boeckel     | 7–5, 6–1         |
| 1987 | Torneo non terminato                  |                                    |                  |
| 1988 | Michael Stich Martin Sinner           | Heinz Günthardt Balázs Taróczy     | 6–3, 6–4         |
| 1989 | Jaroslav Navrátil (3) Christian Weis  | Simone Colombo Nevio Devide        | walkover         |
| 1990 | Massimo Cierro Simone Colombo         | George Cosac Vojtěch Flégl         | 0–6, 6–2, 6–1    |
| 1991 | Tarik Benhabiles Olivier Delaître     | Carl Limberger Diego Nargiso       | 6–4, 7–6         |
| 1992 | Gustavo Luza Daniel Orsanic           | Bruce Derlin Steve Guy             | 6–3, 6–2         |
| 1993 | David Prinosil Richard Vogel          | Jorge Lozano Udo Riglewski         | 6–1, 6–3         |
| 1994 | Donald Johnson Jack Waite             | Vladimir Gabričidze Andrej Merinov | 4–6, 6–2, 6–0    |
| 1995 | Pablo Albano Tom Kempers              | Karim Alami Gábor Köves            | 6–7, 6–4, 6–4    |
| 1996 | Karsten Braasch Jens Knippschild      | Ģirts Dzelde Aleksandar Kitinov    | 7–5, 6–3         |
| 1997 | Kris Goossens Tom Vanhoudt            | Petr Luxa Petr Pála                | 6–3, 6–0         |
| 1998 | Márcio Carlsson Jaime Oncins          | Dirk Dier Michael Kohlmann         | 6–4, 6–7, 6–3    |
| 1999 | Andrew Painter Byron Talbot           | Dirk Dier Michael Kohlmann         | 6–3, 6–4         |
| 2000 | Orlin Stanojčev Mikhail Youzhny       | Thomas Behrend Karsten Braasch     | 6(2)–7, 7–5, 6–0 |
| 2001 | František Čermák David Škoch (1)      | Brandon Coupe Tim Crichton         | 6–2, 6–4         |
| 2002 | Leoš Friedl David Škoch (2)           | Tim Crichton Todd Perry            | 6–3, 4–6, 7–5    |